# Kreis Heiligenbeil

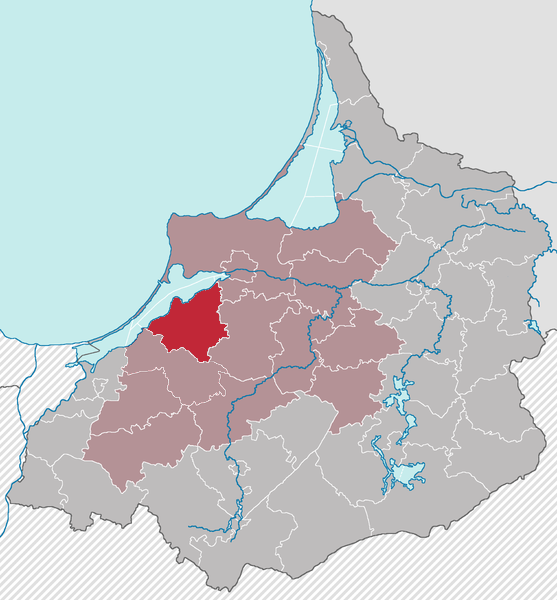
Lage des Kreises (rot) im Bezirk Königsberg (rosa) in Ostpreußen (grau), Grenzen von Sommer 1939

Der Kreis Heiligenbeil in den Grenzen von 1819 bis 1945

Der Kreis Heiligenbeil war ein preußischer Landkreis in Ostpreußen, der von 1818 bis 1945 bestand. Im ersten Jahr seines Bestehens trug er den Namen Kreis Zinten.

## Geographie
Der Kreis Heiligenbeil lag im westlichen Teil Ostpreußens am Frischen Haff. Er hatte die Form eines spitzwinkligen Dreiecks. Von seiner 1137 km² großen Gesamtfläche waren 229 km², also ein Fünftel, Haffanteil. Der westlichste Punkt des Kreises lag westlich von Alt Passarge, der östlichste ostwärts von Robitten, die nördlichste Spitze lag nordöstlich von Dümpelkrug und der südlichste Punkt südöstlich von Schönborn. Der Kreis hatte seit 1819 die obige Form und Ausmaße. Bei der Volkszählung im Mai 1939 lebten im Kreisgebiet 53.207 Einwohner. Das waren rund 59 Menschen auf einen Quadratkilometer. Sie lebten in zwei Städten und 111 Landgemeinden.

## Geschichte

### Königreich Preußen

Der Kreis Brandenburg in den Grenzen von 1752 bis 1818

Das Gebiet des späteren Kreises Heiligenbeil gehörte seit der ostpreußischen Kreisreform von 1752 zum damaligen Kreis Brandenburg. Dieser war nach dem Marktflecken Brandenburg benannt, dem Sitz eines alten ostpreußischen Hauptamts. Neben dem Hauptamt Brandenburg gehörten noch die Hauptämter Balga und Preußisch Eylau zum Kreis Brandenburg, der im Jahre 1800 eine Fläche von ca. 2717 km² und 68.627 Einwohner hatte.
Im Rahmen der preußischen Verwaltungsreformen ergab sich mit der „Verordnung wegen verbesserter Einrichtung der Provinzialbehörden“ vom 30. April 1815 die Notwendigkeit einer umfassenden Kreisreform in ganz Ostpreußen, da sich die 1752 eingerichteten Kreise als unzweckmäßig und zu groß erwiesen hatten. Zum 1. Februar 1818 wurde im Regierungsbezirk Königsberg der preußischen Provinz Ostpreußen aus dem westlichen Teil des Kreises Brandenburg der neue Kreis Zinten eingerichtet. Er umfasste zunächst die Kirchspiele Albrechtsdorf, Balga (Wesjoloje), Bladiau (Pjatidoroschnoje), Borken, Buchholz, Canditten, Deutsch Thierau (Iwanzowo), Eichholz, Eichhorn, Eisenberg (Żelazna Góra), Grunau (Gronowo) und Filial Passarge, Gutenfeld, Heiligenbeil (Mamonowo), Hermsdorf (Pogranitschny) und Filial Pellen (Piele), Hohenfürst (Wyszkowo), Landsberg (Górowo Iławeckie), Lindenau (Lipowina), Peisten (Piasty Wielkie) und Filial Hanshagen (Janikowo), Petershagen (Pieszkowo), Reddenau (Rodnowo), Tiefensee (Głębock), Waltersdorf (Pęciszewo) und Zinten (Kornewo).
Am 1. April 1819 wurden die Grenzen, der Name und die Kreisstadt des Kreises noch einmal geändert. Entsprechend seiner neuen Kreisstadt Heiligenbeil hieß der Kreis nun Kreis Heiligenbeil. Die Kirchspiele Brandenburg und Pörschken wechselten aus dem Kreis Preußisch Eylau in den Kreis Heiligenbeil und im Gegenzug wechselten die Kirchspiele Albrechtsdorf, Borken, Buchholz, Canditten, Eichhorn, Gutenfeld, Landsberg, Peisten, Petershagen und Reddenau aus dem Kreis Heiligenbeil in den Kreis Preußisch Eylau.
Die südliche Kreisgrenze, sowohl des Kreises Heiligenbeil wie des Kreises Preußisch Eylau, längs der Passarge bis zur Ruhne südlich von Rossen geht jedoch weit in die Geschichte zurück und beruht auf einer Urkunde vom 27. Dezember 1254, und die Grenze von der Ruhne bis zur Alle auf einer Urkunde vom 27. April 1251. Diese Grenze entsprechen der historischen Abgrenzung zum Ermland. Die Grenze zwischen den Kreisen Heiligenbeil und Preußisch Eylau geht auf die Grenze zwischen den prußischen Gauen Warmien und Natangen zurück.
Ab dem 3. Dezember 1829 gehörte der Kreis – nach dem Zusammenschluss der bisherigen Provinzen Preußen (nicht: Ostpreußen) und Westpreußen – zur neuen Provinz Preußen mit dem Sitz in Königsberg i. Pr.

### Norddeutscher Bund und Deutsches Reich

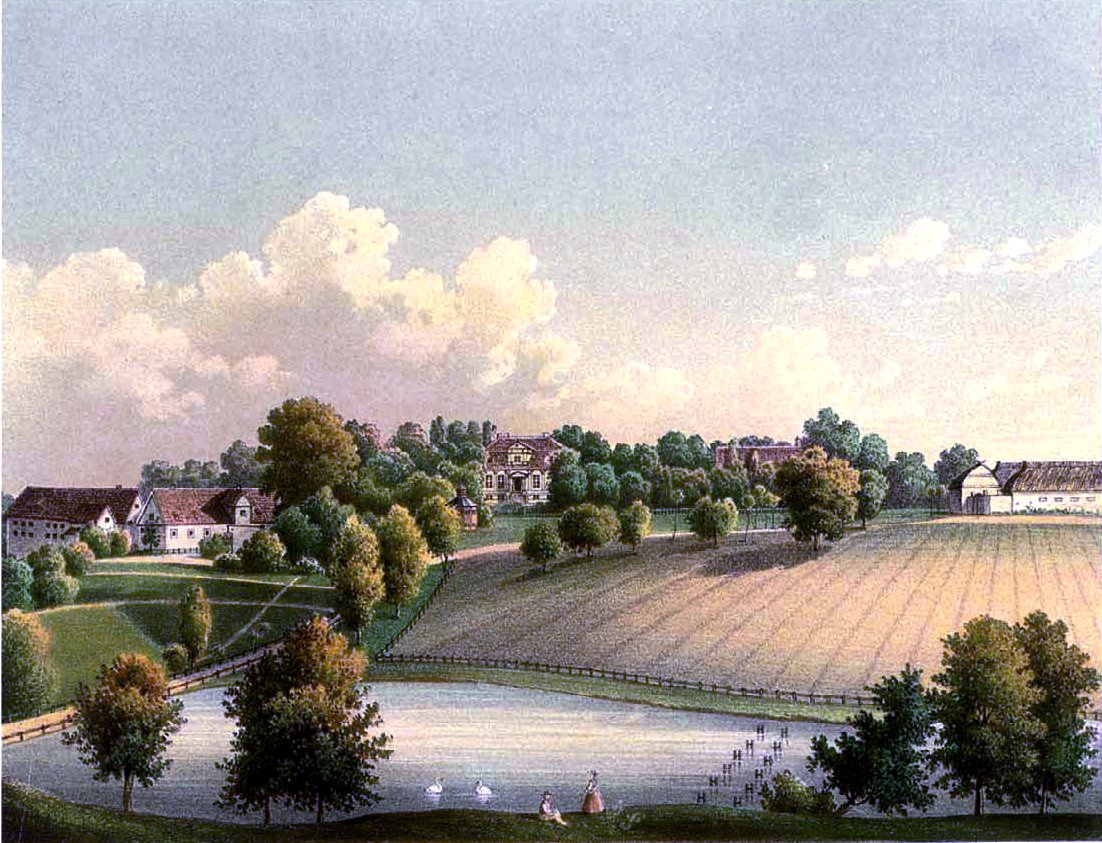
Rittergut Weßlienen um 1860, Sammlung Alexander Duncker

Ab dem 1. Juli 1867 gehörte der Kreis zum Norddeutschen Bund und ab dem 1. Januar 1871 zum Deutschen Reich. Am 13. Oktober 1876 wurde das Landratsamt von Zinten nach Heiligenbeil verlegt, nachdem die Stadt Heiligenbeil hierfür ein Gebäude errichtet hatte. Zum 16. Februar 1878 wurde das bisher kommunalfreie Vorwerk Banditten aus dem Kreis Preußisch Eylau in den Kreis Heiligenbeil eingegliedert. Nach der Teilung der Provinz Preußen in die neuen Provinzen Ostpreußen und Westpreußen wurde der Kreis Heiligenbeil am 1. April 1878 Bestandteil Ostpreußens. Zum 30. September 1928 fand im Kreis Heiligenbeil wie im übrigen Preußen eine Gebietsreform statt, bei der alle bisher selbstständigen Gutsbezirke aufgelöst und benachbarten Landgemeinden zugeteilt wurden.
Im Februar und März 1945 wurde das Kreisgebiet Kriegsschauplatz. Es bildete sich der militärische „Heiligenbeiler Kessel“. Nach schwersten und wochenlangen Abwehrkämpfen der 4. deutschen Armee gegen mehrere sowjetische Armeen erfolgte der endgültige Untergang in den letzten Märztagen. Im Morgengrauen des 29. März 1945 schifften sich die letzten deutschen Soldaten vom Haffufer unterhalb der Burgruine Balga in Richtung Pillau ein. In den Winterwochen zuvor flüchtete der größte Teil der Bevölkerung des Kreises Heiligenbeil über das Eis des Haffs auf die Frische Nehrung und von dort auf die rettenden Schiffe in Pillau oder auf dem Landweg der Nehrung nach Danzig. Von den rund 53.000 Bewohnern des Kreises Heiligenbeil verloren ca. 20 % ihr Leben durch Krieg, Flucht, Vertreibung, Deportation, Vergewaltigungen, Hunger, Krankheiten oder unmenschliche Behandlungen in ostpreußischen Zwangslagern.

### Unter polnischer und sowjetischer Verwaltung

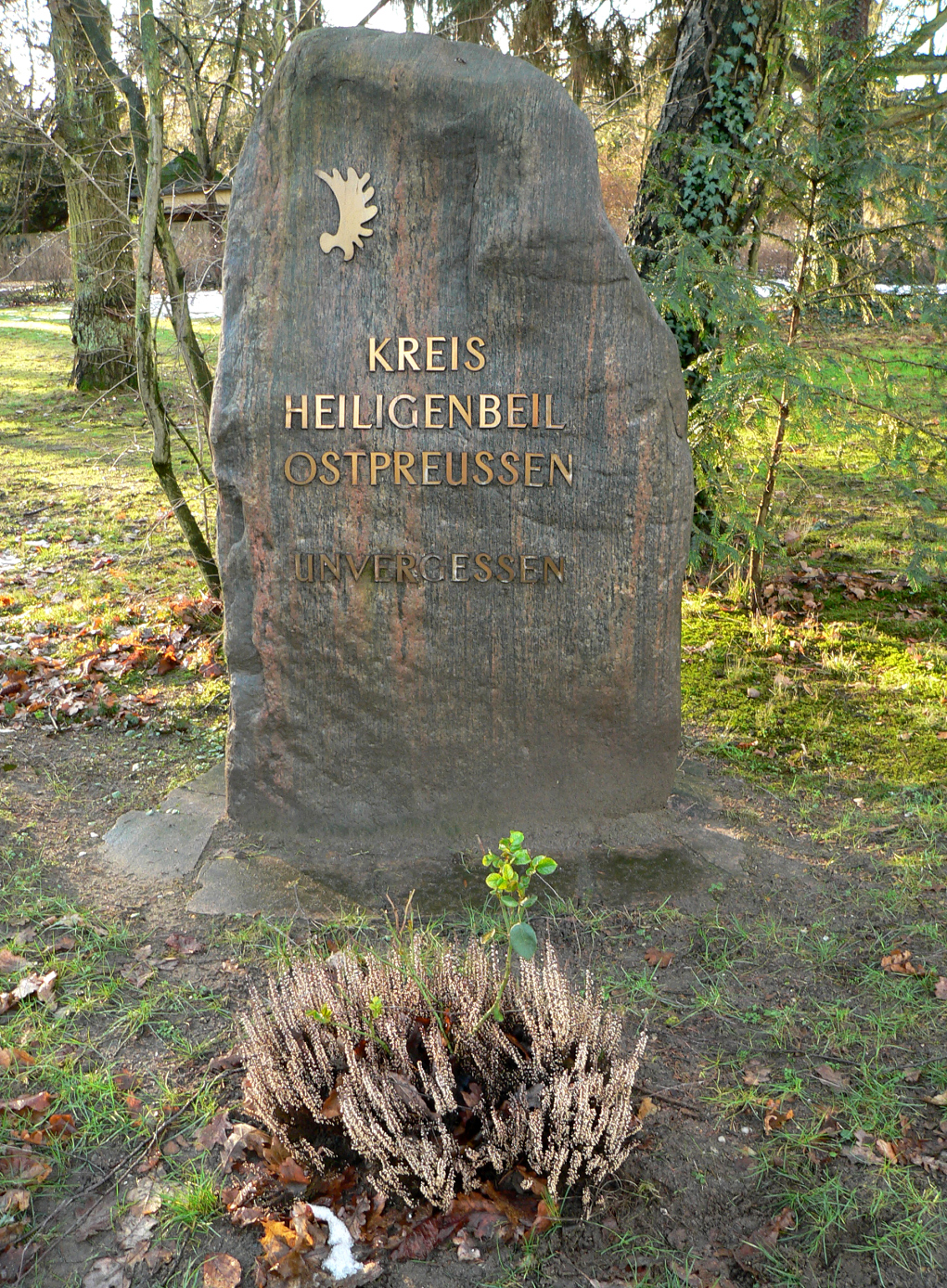
Gedenkstein in Burgdorf (Region Hannover)

Nach der vollständigen Besetzung spätestens im Frühjahr 1945 wurde das gesamte Kreisgebiet von der sowjetischen Besatzungsmacht zunächst unter polnische Verwaltung gestellt. Die polnische Verwaltung führte für Kreis und Kreisstadt die Bezeichnung Święta Siekierka ein, die polonisierte (und in Polen auch schon zuvor gebräuchliche) Bezeichnung der Stadt Heiligenbeil.
Im Spätsommer bzw. Frühherbst des Jahres 1945 revidierte die sowjetische Besatzungsmacht die bisherige Zonenaufteilung und vorschob die Grenze der sowjetischen Verwaltungszone erheblich in südliche Richtung, so dass der größere Nordteil des Kreises einschließlich der Kreisstadt Heiligenbeil unter sowjetische Verwaltung kam. Die bereits zugewanderten polnischen Migranten, die schon mit der Verdrängung und Vertreibung der verbliebenen Deutschen begonnen hatten, wurden einschließlich der polnischen Zivilverwaltung kurzfristig aus dem nunmehr sowjetisch verwalteten Nordteil wieder ausgewiesen. Der kleine Südteil des Kreises verblieb unter polnischer Verwaltung und wurde dem Powiat Braniewski (Braunsberg) angeschlossen. Die dort noch ansässige deutsche Bevölkerung wurde, sofern sie nicht bereits geflüchtet war, in der Folgezeit vertrieben.

## Einwohnerentwicklung
| Jahr | Einwohner | Quelle |
| ---- | --------- | ------ |
| 1818 | 26.951    | [ 6 ]  |
| 1846 | 36.116    | [ 7 ]  |
| 1871 | 45.699    | [ 8 ]  |
| 1890 | 44.809    | [ 9 ]  |
| 1900 | 44.366    | [ 9 ]  |
| 1910 | 43.282    | [ 9 ]  |
| 1925 | 43.946    | [ 9 ]  |
| 1933 | 45.173    | [ 9 ]  |
| 1939 | 51.105    | [ 9 ]  |

## Politik

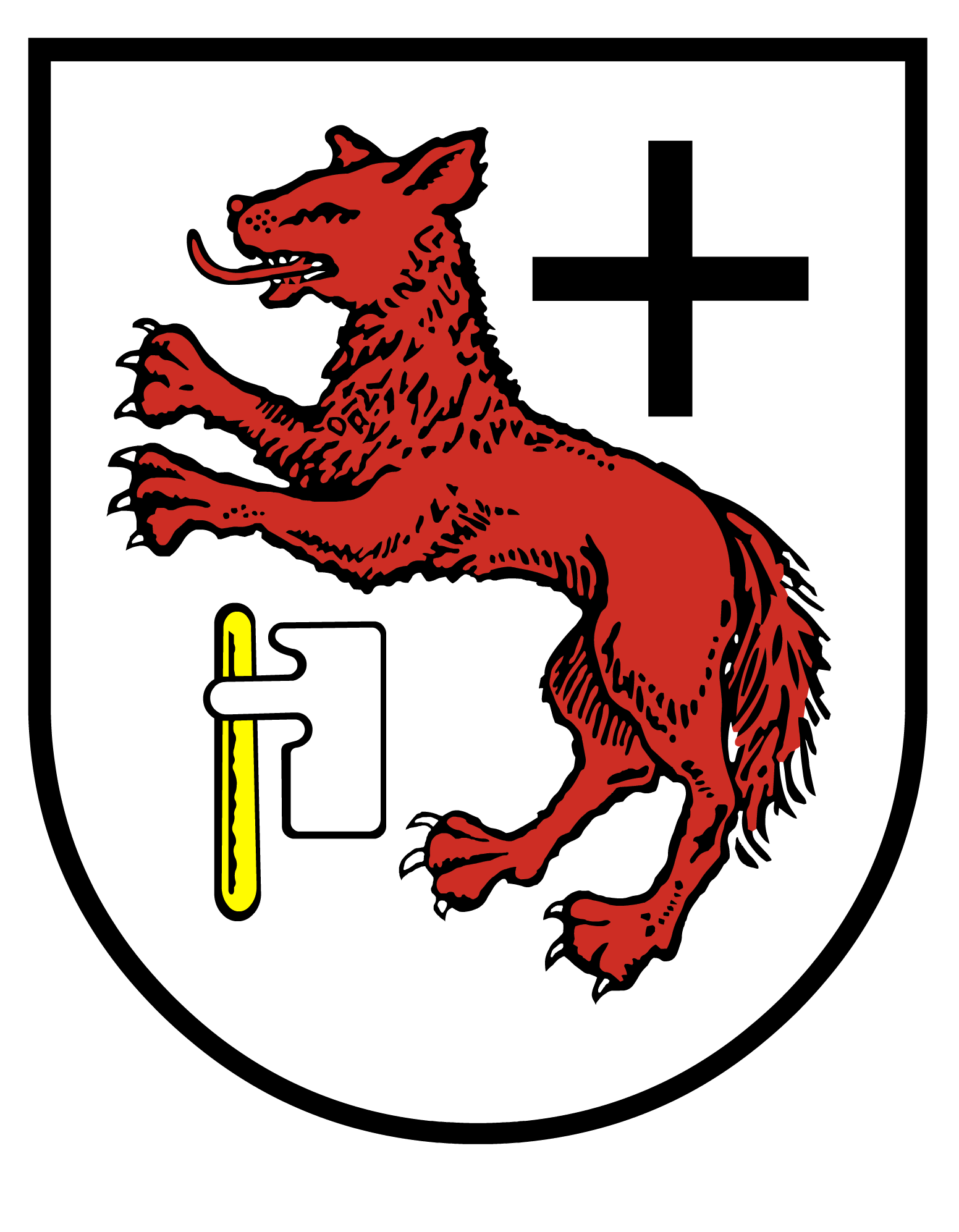
Wappen des Kreises Heiligenbeil

### Landräte

#### Kreis Brandenburg
- 1752–175500Wilhelm Eberhard von Brumsee[10]
- 1755–179000Friedrich Fabian von Massenbach[10]
- 1790–180000Carl Wilhelm von Hülsen[10]
- 1800–181800Johann Wilhelm Ludwig von Podewils

#### Kreis Heiligenbeil (1818/19 Kreis Zinten)
- 18180000000Ernst von Brandt
- 1818–182400Johann Friedrich Meyn[11]
- 18240000000von Bonin (kommissarisch)
- 1824–183400Rudolf von Auerswald (1795–1866)
- 1834–183500Kurt von Bardeleben (1796–1854) (kommissarisch)
- 1835–185300Ernst Niederstätter
- 1853–185400von Itzenplitz (kommissarisch)
- 1854–186900Moritz Le Tanneux von Saint Paul (1813–1892)
- 1869–191000Oskar von Dreßler (1830–1910)
- 1910–191900Erich von Siegfried (1859–1935)
- 1920–192600Gustav Simon (1878–1962)
- 1926–193200Friedrich Gramsch (1894–1955)
- 1932–193300von der Schulenburg (kommissarisch)
- 1933–193400Pütz (kommissarisch)
- 1934–193900Otto Schmidtke (* 1902)
- 19390000000Bernhard Nienaber (vertretungsweise)
- 1939–194000Bourwieg (vertretungsweise)
- 1940–194500n. bek.

### Wahlen
Im Deutschen Kaiserreich bildete der Kreis Heiligenbeil zusammen mit dem Kreis Preußisch Eylau den Reichstagswahlkreis Königsberg 5.

### Kommunalverfassung
Der Kreis Heiligenbeil gliederte sich in Städte, in Landgemeinden und – bis zu deren nahezu vollständigem Wegfall – in Gutsbezirke. Mit Einführung des preußischen Gemeindeverfassungsgesetzes vom 15. Dezember 1933 sowie der Deutschen Gemeindeordnung vom 30. Januar 1935 wurde zum 1. April 1935 das Führerprinzip auf Gemeindeebene durchgesetzt. Eine neue Kreisverfassung wurde nicht mehr geschaffen; es galt weiterhin die Kreisordnung für die Provinzen Ost- und Westpreußen, Brandenburg, Pommern, Schlesien und Sachsen vom 19. März 1881.

## Amtsbezirke 1874–1945
Neben den beiden Städten Heiligenbeil (heute russisch: Momonowo) und Zinten (Kornewo) wurden im Kreis Heiligenbeil Amtsbezirke gebildet, in denen mehrere Landgemeinden und Gutsbezirke zusammengeschlossen waren. Die Orte liegen heute sowohl auf russischem (RUS) wie auch auf polnischem (PL) Staatsgebiet:
| Deutscher Name                                   | Heutiger Name                     |  | Deutscher Name                | Heutiger Name                             |
| ------------------------------------------------ | --------------------------------- |  | ----------------------------- | ----------------------------------------- |
| Arnstein                                         | Jarzeń (PL)                       |  | Karben                        | Prigorkino (RUS)                          |
| Balga                                            | Wessjoloje (RUS)                  |  | Keimkallen ab 1929: Schirten  | Krasnodonskoje (RUS) Potjomkino (RUS)     |
| Bladiau                                          | Pjatidoroschnoje (RUS)            |  | Kukehnen                      | Ladoschskoje (RUS)                        |
| Brandenburg                                      | Uschakowo (RUS)                   |  | Laukitten ab 1929: Ludwigsort | Bolschedoroschnoje (RUS) Laduschkin (RUS) |
| Bregden                                          | Wawilowo (RUS)                    |  | Lindenau                      | Lipowina (PL)                             |
| Deutsch Thierau                                  | Iwanzowo (RUS)                    |  | Maraunen                      | Michailowskoje (RUS)                      |
| Eichholz                                         | Dębowiec (PL)                     |  | Pellen                        | Piele (PL)                                |
| Eisenberg                                        | Żelazna Góra (PL)                 |  | Pörschken                     | (RUS)                                     |
| Frisches Haff Amtssitz: Alt Passarge bzw. Pillau | Stara Pasłęka (PL) Baltijsk (RUS) |  | Pohren ab 1929 Windkeim       | Rasdolnoje (RUS) (RUS)                    |
| Groß Klingbeck                                   | (RUS)                             |  | Pokarben                      | (RUS)                                     |
| Groß Rödersdorf                                  | Nowosjolowo (RUS)                 |  | Quilitten                     | Schukowka (RUS)                           |
| Grunau                                           | Gronowo (PL)                      |  | Rippen ab 1929 Ludwigsort     | Sowchosnoje (RUS) Laduschkin (RUS)        |
| Grunenfeld                                       | Gronówko (PL)                     |  | Rossen                        | Rusy (PL)                                 |
| Hermsdorf                                        | Pogranitschny (RUS)               |  | Stuthenen ab 1929 Wolittnick  | (RUS) Primorskoje-Nowoje (RUS)            |
| Hohenfürst                                       | Wyszkowo (PL)                     |  | Waltersdorf                   | Pęciszewo (PL)                            |
| Jäcknitz                                         | Usornoje (RUS)                    |  | Wesselshöfen                  | Puschkino (RUS)                           |

## Gemeinden
Der Kreis Heiligenbeil umfasste am Ende seines Bestehens 1945 zwei Städte, 111 weitere Gemeinden und einen unbewohnten Gutsbezirk. Die Mehrzahl der damaligen Gemeinden liegt heute in Russland; die heute in Polen liegenden Gemeinden sind mit PL gekennzeichnet.
- Alt PassargePL
- ArnsteinPL
- Balga
- Barsen
- BirkenauPL
- Bladiau
- Bolbitten
- Bombitten
- BönkenwaldePL
- Brandenburg (Frisches Haff)
- BreitlindePL
- Deutsch Bahnau
(bis 1920: Polnisch Bahnau)
- Deutsch Thierau
- Dösen
- EichholzPL
- EisenbergPL
- Fedderau
- Follendorf
- Freudenthal
- Frisches Haff
- Gallingen
- Groß HasselbergPL
- Groß Hoppenbruch
- Groß Klingbeck
- Groß Rödersdorf
- GrunauPL
- GrunenfeldPL
- Grünwalde
- Grünwiese
- HammersdorfPL
- HanswaldePL
- HasselpuschPL
- Heiligenbeil, Stadt
- Hermsdorf
- HerzogswaldePL
- HohenfürstPL
- HohenwaldePL
- Jäcknitz
- Jürkendorf
- Kahlholz
- Karben
- KildehnenPL
- KirschdorfPL
- Klaussitten
- Klein Rödersdorf
- KleinwaldePL
- Köllmisch GedauPL
- Königsdorf
- Konradswalde
- Kukehnen
- Kumgarben
- Kuschen
- Langendorf
- Lank
- Laukitten
- LauterbachPL
- Legnitten
- Leisuhnen
- LichtenfeldPL
- LindenauPL
- Lönhöfen
- LüdtkenfürstPL
- Ludwigsort
- Maraunen
- MüngenPL
- Nemritten
- Partheinen
- Patersort
- PellenPL
- PerbandenPL
- Perwilten
- Pinnau
- Plössen
- Pokarben
- Poplitten
- Pörschken
- Pottlitten
- Preußisch Bahnau
- Quilitten
- RauschbachPL
- RehfeldPL
- Rippen
- Robitten
- RödersdorfPL
- RossenPL
- SargenPL
- Schirten
- Schölen
- SchönbornPL
- SchönfeldPL
- SchönlindePL
- Schönrade
- SchönwaldePL
- Schoyschen, 1938-45: Schoschen,
bis vor 1910: Schoischen
- Schwanis
- Schwengels
- Sollecken
- SonnenstuhlPL
- Steindorf
- Stolzenberg
- Thomsdorf
- TiefenseePL
- VogelsangPL
- WaltersdorfPL
- Wangnicken
- Wargitten
- Wermten
- Wesselshöfen
- WilknittPL
- Windkeim
- WohlauPL
- Wolitta
- Wolittnick
- Zinten, Stadt

Vor 1945 aufgelöste Gemeinden
- Albenlauk, am 30. September 1928 zu Plössen
- Balga, Flecken, am 30. September 1928 zu Balga
- Balga, Gut, am 30. September 1928 zu Balga
- Bartken, am 30. September 1928 zu Wilknitt
- Dümpelkrug, am 30. September 1928 zu Pokarben
- Friedrichshof, am 30. September 1928 zu Lüdtkenfürst
- Groß Lüdtkenfürst, am 30. September 1928 zu Lüdtkenfürst
- Heide zu Pohren, am 30. September 1928 zu Fedderau
- Heidenhof, am 30. September 1928 zu Kleinwalde
- Honigbaum, am 30. September 1928 zu Pokarben
- Kahlwalde, am 30. September 1928 zu Eisenberg
- Kelmkeim, 1897 zum Gutsbezirk Wesselshöfen
- Klein Hoppenbruch, am 30. September 1928 zu Brandenburg
- Klein Lüdtkenfürst, am 30. September 1928 zu Lüdtkenfürst
- Königlich Pohren, am 30. September 1928 zu Langendorf
- Königlich Tengen, am 30. September 1928 zu Tengen
- Lauck, am 29. August 1906 in Gutsbezirk umgewandelt
- Lindenberg, 1910 zu Follendorf[14]
- Mahlendorf, am 30. September 1928 zu Gallingen
- Neu Bahnau, am 30. September 1928 zu Kleinwalde
- Neu Damerau, am 30. September 1928 zu Sonnenstuhl
- Neu Hasselberg, am 1. April 1938 zu Groß Hasselberg
- Patranken, am 30. September 1928 zu Wargitten
- Perscheln, 1915 aufgelöst
- Preuschhof, am 30. September 1928 zu Kleinwalde
- Preußisch Thierau, am 30. September 1928 zu Lönhöfen
- Radau, am 30. September 1928 zu Hammersdorf
- Rosenberg, am 1. Oktober 1935 zu Heiligenbeil
- Rosenhof, am 30. September 1928 zu Kleinwalde
- Rosocken, am 30. September 1928 zu Gallingen
- Schettnienen, am 1. April 1938 zu Karben
- Schlepstein, am 30. September 1928 zu Kildehnen
- Schölen zu Pohren, am 30. September 1928 zu Schölen
- Schölen zu Rippen, am 30. September 1928 zu Schölen
- Stobecken, am 30. September 1928 zu Barsen
- Tengen, am 1. April 1938 zu Brandenburg

## Ortsnamen
Kleinere Namenskorrekturen fanden wie folgt statt:
- 1920 Polnisch Bahnau → Deutsch Bahnau
- 1931 Carben → Karben
- 1931 Montitten → Schwengels
- 1931 Königlich Rödersdorf → Rödersdorf
- 1931 Königlich Gedau → Köllmisch Gedau
- 1931 Königlich Pohren → Köllmisch Pohren
- 1935 Brandenburg → Brandenburg (Frisches Haff)
- 1938 Kuyschen → Kuschen
- 1938 Leysuhnen → Leisuhnen
- 1938 Schoyschen (bis vor 1910: Schoischen) → Schoschen

## Persönlichkeiten
- Werner von der Osten-Sacken (* 1821 in Bombitten), preußischer Generalleutnant
- Richard Schirrmann (* 1874 in Grunenfeld), Gründer des Deutschen Jugendherbergswerkes
- Herbert Schack (* 1893 in Eisenberg), Wirtschaftswissenschaftler
- Helmut Echternach (* 1907 in Waltersdorf), Pastor, lutherischer Theologe (Dogmatiker) und Bischof († 1988)

## Belege
1. ↑  Max Toeppen: Historisch-comparative Geographie von Preussen, Justus Perthes, Gotha 1858, S. 320.
2. ↑  Ludwig von Baczko: Handbuch der Geschichte, Erdbeschreibung und Statistik Preussens, Band 2, Verlag Friedrich Nicolovius, Königsberg und Leipzig 1803, S. 29.
3. ↑  Friedrich Justin Bertuch (Hrsg.): Allgemeine geographische Ephemeriden, Band 31, Landes-Industrie-Comptoir, Weimar 1810, S. 360.
4. ↑  Emil Johannes Guttzeit: Natangen: Landschaft und Geschichte : gesammelte Beiträge, 1977, Kapitel Die Entstehung der Kreise Heiligenbeil und Pr. Eylau, S. 279–284
5. ↑  historia-wyzynaelblaska.pl
6. ↑  Christian Gottfried Daniel Stein: Handbuch der Geographie und Statistik des preußischen Staats. Vossische Buchhandlung, Berlin 1819, Der Regierungsbezirk Königsberg (Digitalisat [abgerufen am 5. Februar 2024]).
7. ↑  Königliches Statistisches Bureau (Hrsg.): Mittheilungen des Statistischen Bureau's in Berlin, Band 2. Einwohnerzahlen der Kreise. S. 304 (Digitalisat).
8. ↑  Die Gemeinden und Gutsbezirke der Provinz Preußen und ihre Bevölkerung 1871. Digitalisat, Hrsg. Königl. Statisches Bureau, Berlin 1874.
9. 1 2 3 4 5 6 7  Michael Rademacher: Landkreis Heiligenbeil – Deutsche Verwaltungsgeschichte von der Reichseinigung 1871 bis zur Wiedervereinigung 1990. Online-Material zur Dissertation, Osnabrück 2006. In: eirenicon.com. Abgerufen am 5. Februar 2024.
10. 1 2 3  Rolf Straubel: Biographisches Handbuch der preußischen Verwaltungs- und Justizbeamten 1740–1806/15 (= Historische Kommission zu Berlin [Hrsg.]: Einzelveröffentlichungen. Band 85). K. G. Saur Verlag, München 2009, ISBN 978-3-598-23229-9.
11. ↑  Vgl. Familienforschung in Ostpreußen.
12. ↑  Datenbank der Reichstagsabgeordneten, in: Datenbank der deutschen Parlamentsabgeordneten. Basis: Parlamentsalmanache/Reichstagshandbücher 1867 - 1938. Hrsg. MDZ München. Bayrische Staatsbibliothek. BSB
13. 1 2  territorial.de: Kreis Heiligenbeilin: Rolf Jehke: Territoriale Veränderungen in Deutschland und deutsch verwalteten Gebieten 1874–1945,  Herdecke. Zuletzt geändert am 24. November 2011.
14. ↑  Uli Schubert: Gemeindeverzeichnis Landkreis Heiligenbeil 1910

Stadtkreise:
Allenstein |
Elbing |
Insterburg |
Königsberg i. Pr. |
Memel |
Tilsit
Landkreise:
Allenstein |
Angerapp (Darkehmen) |
Angerburg |
Bartenstein (Friedland) |
Braunsberg |
Darkehmen (Angerapp) |
Ebenrode (Stallupönen) |
Elchniederung (Niederung) |
Fischhausen |
Friedland (Bartenstein) |
Gerdauen |
Goldap |
Gumbinnen |
Heiligenbeil |
Heilsberg |
Heydekrug |
Insterburg |
Johannisburg |
Königsberg |
Labiau |
Lötzen |
Lyck |
Memel |
Mohrungen |
Neidenburg |
Niederung (Elchniederung) |
Oletzko (Treuburg) |
Ortelsburg |
Osterode |
Pillkallen (Schloßberg (Ostpr.)) |
Preußisch Eylau |
Preußisch Holland |
Ragnit |
Rastenburg |
Rößel |
Samland |
Schloßberg (Ostpr.) (Pillkallen) |
Sensburg |
Stallupönen (Ebenrode) |
Tilsit |
Tilsit-Ragnit |
Treuburg (Oletzko) |
Wehlau 
1922–1939 angegliederte Kreise:
Elbing |
Marienburg  |
Marienwerder |
Rosenberg  |
Stuhm 
1939–1945 angegliederte Landkreise:
Mackeim |
Mielau |
Ostenburg |
Plöhnen |
Pogegen |
Praschnitz |
Scharfenwiese |
Schröttersburg |
Sichelberg |
Sudauen |
Zichenau 